# День подарунків
День подарунків (англ. Boxing Day) — свято, що відзначається у Великій Британії та країнах Британської співдружності націй: Австралії, Новій Зеландії, Канаді, а також в Кірибаті, Самоа та ін. «День подарунків» відзначається у цих країнах щорічно 26 грудня.
У деяких європейських країнах, таких як Румунія, Угорщина, Німеччина, Польща, Нідерланди та Скандинавія, 26 грудня відзначається як другий день Різдва.

## Історія та святкування
Англійське словосполучення «Boxing day» зазвичай перекладають як «День подарунків», буквальне значення — «День коробок» (маються на увазі саме коробки, в які кладуть подарунки).

## Спортивні традиції

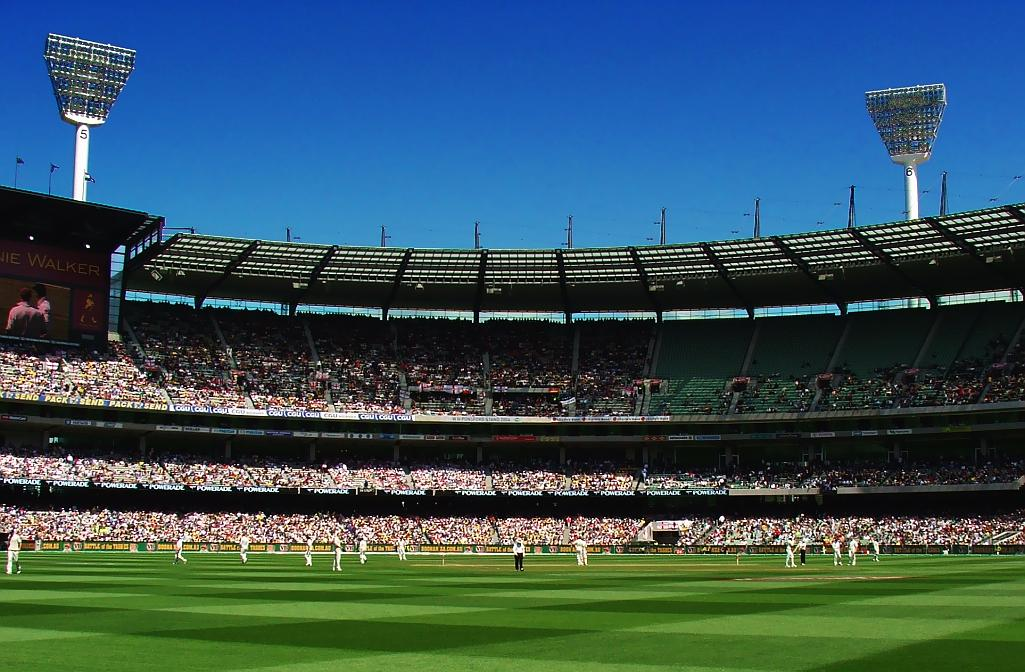
Мельбурн Крикет Граунд, 2006

Щорічно матчі одного з турів чемпіонатів Англії, Шотландії і Північної Ірландії з футболу проводяться в День подарунків. З сезону 2018/2019 аналогічну традицію підтримує італійська Серія А.
Тестові матчі з крикету проводяться у День подарунків в Австралії, Новій Зеландії та ПАР. Щорічно на стадіоні «Мельбурн Крикет Граунд» проходить спеціальний матч між збірною Австралії та випадковим противником.
В один день з крикетним тест-матчем у Мельбурні починається регата Сідней — Хобарт .
В Сурреї щорічно проходять кінні перегони на приз короля Георга VI у форматі перегонів з перешкодами (National Hunt racing). Аналогічно на Барбадосі проходить фінальний етап перегонів в гарнізоні Саванна (об'єкт всесвітньої спадщини ЮНЕСКО)
День подарунків — найважливіший день для любителів полювання на лисиць у Великій Британії і США. Зустрічі проходять у великих містах або селах.
Щороку саме 26 грудня стартує Чемпіонат світу з хокею серед молодіжних команд (збірні до 20 років), а 23 грудня починається в швейцарському Давосі Кубок Шпенглера
У День подарунків в африканських країнах-членах Співдружності націй — а саме в Гані, Уганді, Малаві, Замбії і Танзанії — проводяться боксерські поєдинки серед професіоналів, пізніше цю практику стали підтримувати в Гвіані та Італії.

## День Святого Стефана
«День святого Стефана» — католицьке свято-аналог «Дня подарунків», має схожі традиції, тому день вшанування Стефана Першомученика і «День подарунків» нерідко плутають. У православних це свято, відоме також як Степанів день, відзначається 27 грудня (9 січня).